# Simčič
Simčič je priimek več znanih Slovencev:
- Albin Simčič (1915—1983), javni/narodni? delavec
- Ana Simčič (1905—?), kulturna delavka v Argentini
- Andrej Simčič (1912—1986), duhovnik, prelat
- Antoinette Simčič (1901—2001), kulturna delavka v ZDA (= Tončka Simčič)
- Boža Košak (r. Simčič) (1915–1993), ilustratorka, karikaturistka, modna oblikovalka, kostumografka
- Branko Simčič (1912—2011), arhitekt, urbanist in scenograf
- Branko Simčič (Bram Barjanski) (1953—2020), slikar (sin Rudija Simčiča)
- Darinka Lavrič Simčič (*1952), baletna plesalka, vodja baleta
- Denis Simčič, arhitekt
- Edi Simčič (19??—2024), vinar
- Ferdinand Simčič (1869—1915), nadučitelj, glasbenik in zadružni organizator
- Franc Simčič (1893—1977), gradbenik
- Igor Simčič (*1954), vinar, športni podjetnik - jadralec (vinarstvo Igor & Karol & Marijan Simčič)
- Irena Simčič Mrhar (1950-2010), zdravnica
- Ivan Simčič (*1969), častnik in zgodovinar
- Izidor (Dori) Simčič (*1942), arhitekt
- Jurij Simčič, inženir, raziskovalec v NASA in IJS
- María Debevec Simčič (*1953), prevajalka
- Marijan Simčič (1909—1980), partizan, polit. delavec, vrhovni sodnik
- Marjan Simčič (1960—2016), živilski tehnolog, strokovnjak za prehrano, univ. prof.
- Marjan Simčič (*1968), vinar
- Marko Simčič (*1944), igralec
- Mik N. Simčič, slikar, kipar, scenograf, galerist
- Milojka Žižmond Kofol (r. Simčič; psevd. Milojka Krez) (*1948), pisateljica
- Miro Simčič, novinar, zgodovinski publicist (o 1. svetovni vojni/Soški fronti, Titu itd.)
- Mojca Simčič, zootehničarka
- Neža Simčič (*1950), igralka
- Nini Simčič (1935-2005), zapustil bogato knjižnico
- Olja Simčič Jerele, fotografinja
- Oskar Simčič (1926—2022), duhovnik, škofijski vikar in narodni delavec na Goriškem v Italiji
- Peter Simčič (*1942), industrijski oblikovalec
- Rudi Simčič (1920—2006), slikar
- Samo Simčič (*1946), pesnik, pisatelj, dramatik, esejist, šolnik (waldorfski)
- Teofil Simčič (1902—1997), odvetnik in politik v zamejstvu
- Tomaž Simčič (*1958), glasbeni šolnik, učitelj literarnih predmetov, pianist, publicist, predsednik Slovenske prosvete
- Tončka Simčič (1901—2001), izseljenska kulturna delavka (= Antoinette Simčič)
- Vasja Simčič (*1983), nogometaš
- V(j)ekoslav Simčič (*1931), veterinar, univerzitetni učitelj
- Vladoša Simčič (1910—1990), gledališka igralka
- Zorko Simčič (*1921), književnik (pisatelj in publicist), akademik
- Zvonimir Simčič (1921—2008), enolog, vinarski strokovnjak
- Zvonka T. Simčič (*1963), slikarka, vizualna in zvočna (intermedijska) umetnica, videastka